# Юкон (Айдахо)
Юкон (англ. Ucon) — місто в окрузі Бонневілл, штат Айдахо, США. Є частиною агломерації Айдахо-Фоллс. Згідно з переписом 2010 року населення становило 1 108 осіб, що на 165 осіб більше, ніж 2000 року.
Перші поселенці з'явились 1883 року.

## Географія
Юкон розташований за координатами 43°35′37″ пн. ш. 111°57′33″ зх. д. / 43.59361° пн. ш. 111.95917° зх. д. (43.593590, -111.959093).  За даними Бюро перепису населення США в 2010 році місто мало площу 2,03 км², уся площа — суходіл.

## Демографія

### Перепис 2010 року
Згідно з переписом 2010 року, у місті проживало 1 108 осіб у 336 домогосподарствах у складі 277 родин. Густота населення становила 541,5 особи/км². Було 368 помешкань, середня густота яких становила 179,8/км². Расовий склад міста: 95,9% білих, 0,1% азіатів, 0,3% тихоокеанських остров'ян, 2,3% інших рас, а також 1,4% людей, які зараховують себе до двох або більше рас. Іспанці та латиноамериканці незалежно від раси становили 6,0% населення.
Із 336 домогосподарств 50,3% мали дітей віком до 18 років, які жили з батьками; 67,3% були подружжями, які жили разом; 11,6% мали господиню без чоловіка; 3,6% мали господаря без дружини і 17,6% не були родинами. 14,6% домогосподарств складалися з однієї особи, в тому числі 6,6% віком 65 і більше років. У середньому на домогосподарство припадало 3,30 мешканця, а середній розмір родини становив 3,69 особи.
Середній вік жителів міста становив 28,6 року. Із них 38,1% були віком до 18 років; 7,6% — від 18 до 24; 25,2% від 25 до 44; 19,6% від 45 до 64 і 9,6% — 65 років або старші. Статевий склад населення: 53,1% — чоловіки і 46,9% — жінки.
Середній дохід на одне домашнє господарство  становив 65 095 доларів США (медіана — 48 482), а середній дохід на одну сім'ю — 72 386 доларів (медіана — 52 500). Медіана доходів становила 41 429 доларів для чоловіків та 26 429 доларів для жінок. За межею бідності перебувало 7,3 % осіб, у тому числі 10,3 % дітей у віці до 18 років та 17,5 % осіб у віці 65 років та старших.
Цивільне працевлаштоване населення становило 709 осіб. Основні галузі зайнятості: освіта, охорона здоров'я та соціальна допомога — 26,7 %, роздрібна торгівля — 22,4 %, виробництво — 14,7 %.

### Перепис 2000 року
Згідно з переписом 2000 року, в місті проживало 943 осіб у 280 домогосподарствах у складі 236 родин. Густота населення становила 472,8 особи/км². Було 288 помешкань, середня густота яких становила 144,4/км². Расовий склад міста: 95,33% білих, 0,11% афроамериканців, 0,42% індіанців, 2,44% інших рас і 1,70% людей, які зараховують себе до двох або більше рас. Іспанці та латиноамериканці незалежно від раси становили 4,14% населення.
Із 280 домогосподарств 43,9% мали дітей віком до 18 років, які жили з батьками; 74,6% були подружжями, які жили разом; 7,9% мали господиню без чоловіка, і 15,7% не були родинами. 12,9% домогосподарств складалися з однієї особи, в тому числі 4,3% віком 65 і більше років. У середньому на домогосподарство припадало 3,30 мешканця, а середній розмір родини становив 3,62 особи.
Віковий склад населення: 34,7% віком до 18 років, 9,4% від 18 до 24, 25,8% від 25 до 44, 22,4% від 45 до 64 і 7,7% років і старші. Середній вік жителів — 32 роки. Статевий склад населення: 52,7 % — чоловіки і 47,3 % — жінки. 
Середній дохід домогосподарств у місті становив US$39 375, родин — $41 250. Середній дохід чоловіків становив $30 809 проти $19 911 у жінок. Дохід на душу населення в місті був $12 964. Приблизно 7,2% родин і 9,8% населення перебували за межею бідності, включаючи 14,6% віком до 18 років і 9,8% від 65 і старших.